# Pardaliparus amabilis
El carbonero de Palawan (Pardaliparus amabilis) es una especie de ave paseriforme de la familia Paridae endémica del suroeste de Filipinas. Se encuentra únicamente en la isla de Palawan y las menores Calauit y Balabac, donde se encuentra en los bosques de tierras bajas. 

## Descripción
El macho del carbonero de Palawan tiene la cabeza, la gargana y el cuello negros, la espalda, vientre y pecho amarillos, y las alas y cola negras con manchas blancas. Las hembras son similares a los machos pero con la espalda verde olivácea. Es muy similar al carbonero elegante, que vive en el resto del archipiélago filipino, pero el carbonero de Palawan se diferencia de él por tener las mejillas negras en lugar de amarillas. 
Se alimenta de insectos y sus larvas, semillas y frutos.